# Choi In-ho
Pour les articles homonymes, voir Choi.
Dans ce nom coréen, le nom de famille, Choi, précède le nom personnel.
Choi In-ho, né le 17 octobre 1945 à Séoul et mort le 25 septembre 2013, est un écrivain sud-coréen. 

## Biographie
Né à Séoul, Choi In-ho se spécialise en littérature anglaise à l'université Yonsei et commence sa carrière d'écrivain en 1967 avec la publication de Patient apprenti (Gyeonseup hwanja) qui fut sélectionné comme le vainqueur du concours littéraire du printemps organisé par le journal Chosun Ilbo. 
Choi se convertit au catholicisme au milieu des années 1980, mais fait intervenir dans ses histoires des éléments du bouddhisme notamment dans Une route sans route (Gil eomneun gil).  Choi a également enseigné à Yonsei et à l'université Catholique. Choi était également connu pour être un grand buveur d'alcool, en 2014 ses empreintes de main ont été immortalisées sur le trottoir de Yonsei-ro, où il buvait fréquemment. 
Il décède le 25 septembre 2013 d'un cancer à l'âge de 67 ans.

## Œuvre
Choi est venu naturellement à l'écriture à l'âge de 17 ans en 1963. Deux nouvelles publiées dans les années 1970, Le buveur (Sul-kkun, 1970) et La Chambre de l'autre (Ta-inui bang, 1971), font de lui l'un des écrivains les plus polémique de sa génération. Selon les dires de l'auteur, Le buveur fut écrit en deux heures alors que  La Chambre de l'autre fut écrit en une seule nuit pour la première édition du journal Littérature et Intelligence (Munhakgwa jiseong). 
Plusieurs de ses récits gagnèrent en popularité lorsqu'il remporta divers concours littéraires, notamment dans les journaux locaux, en 1963 le concours du Hankook Ilbo et en 1966 le Chosun Ilbo. Ses premiers récits dépeignent ainsi une satire caustique de la société de consommation. Choi s'attarde sur les individus pris dans le flot du tout industriel de la Corée des années 1970, qui sera la conséquence d'une société consumériste avec ses travers déshumanisant. 
Au milieu des années 1970, Choi publie l'un de ses récits majeurs avec Une nuit bleue et profonde (Gipgo pureun bang)  qui dépeint le sort de deux coréens partis sur les routes en Californie et dont les désillusions seront nombreuses. Cette nouvelle lui permet de remporter le prix Yi Sang en 1982. Il est traduit dans plusieurs langues, dont le français. 
Certains de ses récits, comme Le Commerçant de Joseon (Sangdo) ou L'Empereur des mers (Haesin), ont été adaptés en téléfilm en 2001 et 2004 sur MBC et KBS.

## Récompenses
- Prix de littérature contemporaine (Hyundae Munhak) en 1972
- Prix Yi Sang en 1982 pour 깊고 푸른 밤 Une nuit bleue et profonde